# 湖北长江出版集团
湖北长江出版传媒集团股份有限公司，通称长江出版集团，简称长江传媒（上交所：600757）。该集团在世界媒体500强中排名第249名。

## 法人治理结构
- 黄国斌：党委书记、董事长
- 毕华：党委副书记、总裁
- 黄震：党委委员、纪委书记
- 史可荣：党委委员[3]

## 主营业务
湖北长江出版传媒经营业务涵盖图书、报纸、期刊、音像、电子、网络、动漫等多种媒介，拥有出版、印刷、发行、印刷物资供应等一套完整的出版产业链。

### 出版
- 湖北人民出版社
- 长江文艺出版社
- 湖北教育出版社
- 湖北少年儿童出版社
- 湖北科学技术出版社
- 湖北美术出版社
- 崇文书局
- 湖北辞书出版社
- 湖北九通电子音像出版社
- 湖北天一国际文化公司[4]

### 发行
- 湖北省新华书店集团[4]

### 报纸与新媒体经营
- 长江商报
- 湖北教育报刊社
- 大家报刊社[4]

### 印刷
- 湖北新华印务股份有限公司[4]

### 印刷物资销售
- 湖北长江出版印刷物资有限公司[4]

## 其他
- 湖北出版实业发展中心
- 湖北长江崇文实业投资有限公司
- 湖北长江嘉宝文化艺术发展有限公司[4]